# Короли Лейнстера
Королевство Лейнстер (англ. Leinster, ирл. Laighean) — в древности Лаген — располагалось на востоке Ирландии.

## Легендарные короли Лагена

### Вожди племенного союза лагенов (галеоин)
- Слане

…
- Кримтанн Скиатбелу (Crimthann Sciathbél)

…
- ок 300- Лабрайд Лойнгсех (Мойн мак Айне) (ок. 270 — 53 до н. э.). верховный король ИрландииЛейнстер
- Финн Фили (ок. 60 до н. э.).

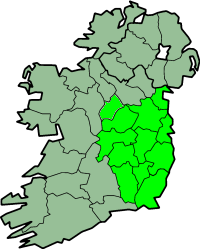
Лейнстер

- Месройда мак Дато (ок. 30 до н. э.).
- Росс Руад мак Фергус Фейрге (ок 26 до н. э.).
- Айлиль Мор, сын (ок. 10 до н. э.). король Лагена, король Коннахта
- Кайрпре Ниа Фер, сын.
- Лугайд, брат (ок. 50 до н. э.).
- Кайрпре Лифехайр мак Кайрпрех (ок. 80).
- Мес Гегра (ок. 120)
- Эоху Ламдойт, король Осрейга (ок. 180)

### Короли Лагена из рода Ку Корба
- Ку Корб мак Эохада (ок. 180—210).
- Ниа Корб, сын предыдущего (ок. 210—230).
- Кормак Луск (Дал Кормак), брат (ок. 230—240).
- Мес Корб, брат (ок. 240 — 50).
- Кормак Хельта, сын Ниа Корба (ок. 250—270).
- Эоху Ламдерг, сын Мес Корба (ок. 270—300).
- Фейдлимид Фер Оргле, сын Кормака Хельта (ок. 300—320).
- Фотад, сын Эоху Ламдерга (ок. 320—330).
- Гаррху, сын (ок. 330 — 40) — род Уи Гаррхон.
- Майне Мал, сын Фейдлимида Фер Оргле (ок. 340—360) — род Уи Майлл.
- Катайр Мор (Великий), брат (ок. 360—385).
- Фиаху ба х-Айккид, сын (ок. 385—392).

## Исторические короли Лейнстера
Потомки Катайра Мора:
- Рос Файлге, сын — род Уи Файлге.
- Дайре Баррах, брат — род Уи Байррхе.
- Брессал Энехглас, брат — род Уи Энехглайс.
- Брессал Белах, сын (король Лагена).
- Энда Ниад, сын (в Северном Лагене).
- Брион, сын — род Уи Бриуйн Куалайн.
- Дунлайнг мак Эндай, брат — род Уи Дунлайнге.
- Лабрайд Лайдех, сын Брессала Белаха (в Южном Лагене).
- Дрон, сын — род Уи Дрона.
- Энда Кеннсалах, брат — род Уи Хеннселайг.

### Потомки Брессала Белаха
- — 436 Брессал Белах мак Фиахад Байхед (Bressal Bélach) правил ок. 392—436
- Муйредах Сните (Мо-Снитех) мак Дайри (род Уи Байррхе) (ок. 436—440)
- Моэнах мак Муйредайг (Móenach), сын (ок. 440—445)(УБ)
- ок. 445—447 Мак Каиртинн мак Коэлбот (род Уи Энехглайс)
- Энда Кеннсалах мак Лабрайд (Endae Cennsalach) (ок. 450—470) или (436—444) (род Уи Хеннселайг)
- — 483 Кримтанн мак Эндай (Crimthann), сын предыдущего (ок. 470—483) или (444—483) (УХ)
- ок. 483—485 Финдхад мак Гаррху (Findchad) (род Уи Гаррхон)
- ок. 485—495 Фроэх мак Финдхада (Fróech), сын предыдущего (УГ)
- ок. 495—527 Илланн мак Дунлайнге (Illann) (род Уи Дунлайнге).
- Над Буйдб мак Эрка Буадайг (ок. 500) (род Уи Дего)
- 527—? Айлиль мак Дунлайнге (Ailill I[1]), брат Илланна (УД)
- середина VI века Кормак мак Айлелло (Cormac), сын предыдущего.
- вторая половина VI века Кайрпре мак Кормайк (Coirpre), сын (УД)
- вторая половина VI века Колман Мар (Colmán Már), сын (УД)
- до 591 или 595 Аэд Дибхине или Аэд Керр (Aedh I) (род Уи Майлл)
- не позднее 597—605/608 Брандуб мак Эхах (Brandubh) (УХ).
- 605/608—624 Ронан мак Колмайн (Rónán) (УХ)
- 624 — 633 Кримтанн мак Аэдо (Crimthann), сын Аэда Дибине (УМ)
- 633 — 640 Фаэлан мак Колмайн (Fáelán I), сын Колмана Мара (умер в 666) (УД)
- ок. 640—656 Крундмаэл Эрбуйлк (Crundmáel), сын Ронана мак Колмайна.
- ок. 656—680 Фианнамайл мак Маэл Туйле (Fiannamail) (УМ)
- ок. 680—693 Бран Мут (Bran I Mutt) (УД)
- 693 — 715 Келлах Куаланн (Kelly I Cualann) (УМ)
- 715 — 727 Мурхад мак Брайн (Murchad), сын Бран Мута (УД).
- 727 — 728 Дунхад мак Мурхадо (Dúnchad), сын предыдущего (УД)
- 728 — 738 Фаэлан мак Мурхадо
- 738 Аэд мак Колгген (УХ)

### Короли из рода Уи Дунлайнге (738—1042)
- 738 Бран Бекк (Bran Becc).
- 738 — 760 Фаэлан мак Мурхадо (Faelan II), брат предыдущего
- 760 — 776 Келлах мак Дунхада (Kelly II), сын Дуннхада.
- 776 — 785 Руайдри мак Фаэлайн (Rory), сын Фаэлана.
- 785 — 795 Бран Ардхенн (Bran II Tall-Head).
- 795 — 805 и 806—808 Финснехта Четырёхглазый (Finsnechta Cetharderc), сын Келлаха мак Дуннхада.
- Муйредах мак Брайн (Muiredach), сын Брана Ардхенна мак Муйредайга (умер в 818) правил на востоке Лейнстера в 805—806
- 808 — 829 Муйредах мак Руадрах (Muiredach), сын Руайдри правил на западе Лейнстера в 805 — 06, а в 808—829 правил всем Лейнстером.

- 829 — 834 Келлах мак Брайн (Kelly III), сын Брана Ардехнна мак Муйредайга .
- 834 — 838 Бран мак Фаэлайн (Bran III).
- Лоркан мак Келлайг, сын Келлаха (Lorcán I) (838 — 48) или (846—848)

#### Род Уи Хеннселайг

Ирландия в середине IX — начале XI века

- 848 — 854 Туатал мак Маэл Бригте (мак Муйредайг) (Tuathal I)
- 854—862 Руарк мак Брайн (Ruarc)
- ?—863 Муйрекан мак Диармата (Muirecán) (862—863) или (854—863)
- 863 — 869 Дунлайнг мак Муйредайг (Dúnlaing I), брат Туатала Мак Мэле Бригте
- 869 — 871 Айлиль мак Дунлайнге (Ailill II), сын Дунлайнга
- 871 — 884 Домналл мак Муйрекайн (Domnall, Donal I), сын Муйрекана мак Диармато.
- 884 — 885 Муйредах мак Брайн (Muiredach), аббат Килдэра.
- 885 — 909 Кербалл мак Муйрекайн (Cerball).
- 909 — 917 Аугайре мак Айлелла (Augaire I), сын Айлиля мак Дунланга
- 917 — 942 Фаэлан мак Муйредайг (Faelan, Fáelán III), сын Муйредаха мак Брайна
- 941 — 943 Лоркан мак Фаэлайн (Lorcan, Lorcán II), сын предыдущего
- 943 — 947 Бройн мак Мэле Морда (Braen son of Maelmordha, Broén).
- 947 — 958 Туатал (Tuathal, Tuathal II), сын Угайре. Предок рода Уа Туатайл (О’Тулы)
- 958 — 966 Келлах (Ceallach, Kelly III), сын Фаэлана.
- 966 — 972 Мурхад мак Финн (Murchadh).
- 972 — 976/977 Угайре (Ugaire, Augaire II), сын Туатала
- - 978/984 Домналл Клан (Domnall Claen, Donal II Cláen), сын Лоркана.
- - 982/983 Диармайт (Diarmuit mac Uathmaran)
- 984 — 1003 Доннхад (Donchad, Donnchad I), сын предыдущего
- 1003 — 1014 Маэл Морда (Маэлморд) (Mael Mórda), сын Мурхада мак Финна Ирландия в 1014 году

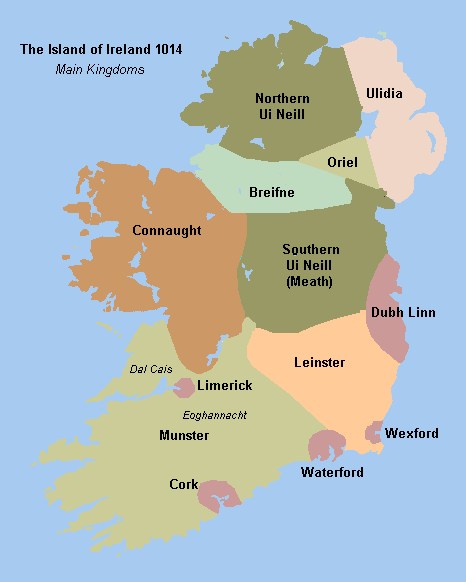
Ирландия в 1014 году

- 1013 Дунланг (Dunlang), сын Туатала
- 1014 — 1015 Дуннкан (Donncuan), сын предыдущего
- 1016 — 1018 Брайн (Braen, Bran IV), сын Мэл Морда (умер в 1052). Предок рода Уа Брайн (О’Бирны)
- 1018 — 1022/1024 Угайре (Ugaire, Augaire III), сын Дунланга.
- 1024 — 1033 Доннхад (Donnchad), брат предыдущего (умер в 1036/1037).
- 1036 — 1039 Доннхад мак Гилла Патрайк (Donnchad Mac Gilla Pátraic), король Осрейга (1033—1039).
- до 1039 Домнналл (Domnall), сын Доннхада
- 1039 — 1042 Мурхад (Murchad, Murchad II), сын Дунланга.
- 1042 — 1072 Диармайт мак Доннхада Маэл-на-м-Бо (Diarmait, Dermot I), король Уи Хеннселайг, король Лейнстера, верховный король Ирландии
- 1052 — 1070 Мурхад (Murchad, Murchad III), сын предыдущего Соправитель в 1052—1070.
- 1072 — 1075 Домналл (Domnall, Donal III), сын Мурхада мак Дунланга.
- 1075 — 1089 Доннхад мак Домнайлл Ремайр (Donnchad, Donnchad III).
- 1089 — 1092 Энна мак Диармата (Énna I), сын Диармайта мак Доннхады Мэл на мБо
- 1092 — 1098 Диармайт (Dermot II), сын предыдущего.
- 1098 — 1115 Доннхад мак Мурхада (Donnchad, Donnchad IV).
- 1115 — 1117 Диармайт мак Энне мак Мурхада (Diarmait, Dermot III).
- 1117 — 1126 Энна (Enna, Énna II), сын Доннхада.
- 1126 — 1171 Диармайт Мак Мурхада (Мак Морроу) (Diermit, Dermot IV), сын.
  - Конхобар мак Тойрдельбайг (Conchobar), король Дублина, претендент на титул короля Лейнстера в 1126—1127
  - Домналл мак Кербайлл (Donal IV), король Уи Файлан, претендент на титул короля Лейнстера в 1127—1132.
- Ричард де Клэр (Стронгбоу) (Richard Strongbow), Граф Пемброк в 1148—1154, правитель Лейнстера в 1171—1176. Зять Диармайта Мак Мурхады.

В 1171 году королевство было завоевано англичанами, но в южной его части сыном Диармайта Мак Мурхада было основано новое королевство.